# Лоїк Вакан
Лоїк Вакан (фр. Loïc Wacquant; нар. 1960) — французько-американський соціолог, спеціалізується на соціології міста, міський бідності, расовій нерівності, соціальній теорії та етнографії. Професор соціології та науковий співробітник Юридичного інституту Ерл Воррен, Університету Каліфорнії, Берклі, науковий співробітник Центру європейської соціології Парижі. Був членом Гарвардського товариства стипендіатів. Лауреат стипендії МакАртура (1997) та багатьох інших нагород.

## Біографія
Народився і виріс у Монпельє на півдні Франції, здобув освіту в галузі економіки і соціології у Франції і США. Був учнем і близьким соратником П'єра Бурдьє, а також тісно співпрацював із Вільямом Джуліусом Вілсоном в університеті Чикаго, де здобув докторський ступінь із соціології у 1994 році. Є співзасновником і редактором міждисциплінарного журналу «Етнографія» (Ethnography), а також співробітником «Ле монд діпломатік». Його основні дослідження проводилися в гетто Південного Чикаго, паризьких передмістях та в тюрмах Сполучених Штатів і Бразилії.

## Праці
- Bourdieu, Pierre and Wacquant, Loïc (1992) An Invitation to Reflexive Sociology. Chicago: The University of Chicago Press.
  - П'єр Бурдьє, Лоїк Вакан. Рефлексивна соціологія. Частина ІІ: Чиказький воркшоп / Переклад з англ. Анастасії Рябчук. — Київ: Медуза, 2015. — 224 с.
    - уривки:
    - Мова і символічне насильство [Архівовано 24 вересня 2017 у Wayback Machine.] // Спільне. — 2.02.2011
    - Чоловіче домінування [Архівовано 26 липня 2017 у Wayback Machine.] // Спільне. — 30.03.2011
    - П'єр Бурдьє: «Мене можна об'єктивувати, як і будь-кого іншого» [Архівовано 9 серпня 2017 у Wayback Machine.] // Спільне. — 10.12.2012
- Wacquant, Loïc (November 1999) Les Prisons de la misere. Paris: Editions Raisons d'agir. ISBN 9782912107077
- Wacquant, Loïc (2004) Body and Soul: Ethnographic Notebooks of An Apprentice-Boxer. New York: Oxford University Press. ISBN 0195168356
- Wacquant, Loïc (2005) Pierre Bourdieu and Democratic Politics. Cambridge: Polity Press. ISBN 9780745634876
- Wacquant, Loïc (2008) Urban Outcasts: A Comparative Sociology of Advanced Marginality. Cambridge: Polity Press. ISBN 9780745631240
- Wacquant, Loïc (2009) Punishing the Poor: The Neoliberal Government of Social Insecurity. Durham: Duke University Press. ISBN 9780822344049
- Wacquant, Loïc (2009) Prisons of Poverty (expanded edition) [Архівовано 29 листопада 2014 у Wayback Machine.]. Minneapolis: University of Minnesota Press. ISBN 9780816639007
- Wacquant, Loïc (2009) Deadly Symbiosis: Race and the Rise of Neoliberal Penality. Cambridge: Polity Press. ISBN 0745631223

окремі статті, перекладені українською
- Нарис неоліберальної держави: ринок праці, в’язниці та соціальна незахищеність [Архівовано 15 серпня 2020 у Wayback Machine.] // Спільне. — 2010, №1.
- Інтерв'ю з Лоїком Ваканом: «Розгортання карної держави націлюється на стигматизоване населення» [Архівовано 25 вересня 2017 у Wayback Machine.] // Спільне. — 19.07.2010.
- Критичне мислення та розчинення докси [Архівовано 19 березня 2017 у Wayback Machine.] // Спільне. — 27.04.2011